# Japans damlandslag i innebandy
Japans damlandslag i innebandy representerar Japan i innebandy på damsidan.

## Historik
Laget spelade sin första landskamp den 15 maj 1995, då man förlorade med 0-15 mot Norge i Sursee under Öppna Europamästerskapet.

### Fotnoter
1. ↑  Olsson, Persson, Olsson, Persson. Innebandy. Rabén & Sjögren